# 1006 w polityce
Wydarzenia polityczne w 1006 roku.

## Wydarzenia
- Wybuch supernowej w gwiazdozbiorze Wilka[1].

## Urodzili się
- Konstantyn X Dukas, cesarz Bizancjum[2].

## Zmarli
- Gizela Burgundzka, żona księcia Bawarii Henryka Kłótnika i matka cesarza Henryka II Świętego[3].